# غاري ارمسترونغ
غاري ارمسترونغ (بالإنجليزية: Gary Armstrong)‏ (2 يناير 1958 في المملكة المتحدة - ) هو لاعب كرة قدم بريطاني في مركز الدفاع. لعب مع إبسفليت يونايتد ونادي بارنت ونادي غيلينغهام وهورنتشورتش وهيبريدج سويفتس ونادي ويمبلدون ونادي كرو ألكساندرا وPalloseura Kemi Kings ‏ وHarlow Town F.C. ‏ وهارينجي بورو.